# Usolie
Usolie (en ruso: Усолье) es una ciudad del krai de Perm, en Rusia. Está situada a orillas del río Kama, de la cuenca hidrográfica del Volga. Es el centro administrativo del raión de Usolie. Se encuentra a 190km al norte de la capital del krai, Perm. Su población se elevaba a 5.378 habitantes en 2008. El embalse del Kama le separa de la ciudad de Bereznikí, cruzando por un puente de unos 800 m de largo.

## Demografía
| 1926  | 1959   | 1970   | 1979  | 1989  | 2002  | 2008  |
| ----- | ------ | ------ | ----- | ----- | ----- | ----- |
| 8 900 | 11 800 | 10 100 | 7 900 | 9 500 | 6 144 | 5 378 |

## Historia
La ciudad fue creada en 1606, cerca de la ubicación de la salina de Novoye Usolye. Hasta finales del siglo XVIII era el centro de las posesiones de la familia Stróganov, sobre el Kama, y hasta el siglo XIX, un centro de valorización de la sal en los Urales (lugar que posteriormente tomarían Bereznikí o Solikamsk. Usolie recibió el estatus de ciudad en 1940. Al nombrarla Usolye, se añadió al sobrenombre Sibirskoie (de Siberia) a Usolie Sibirskoye, en el óblast de Irkutsk. Una vez llenado el embalse del Kama, en 1958, una parte de la ciudad quedó inundada.

## Cultura y lugares de interés
A pesar de la inundación de una parte de la ciudad, diferentes edificios de los siglos XVIII y XIX se pueden observar en Usolie, tales como: el monasterio de la Transfiguración de Jesús con la catedral del mismo nombre (1724-31) y el campanario (1730), la capilla del Mandylion de Cristo de la primera mitad del siglo XVII. Desde 1965 existe un museo de arquitectura y etnográfico.